# 藪内稔
藪内 稔（やぶうち みのる、1942年 - ）は、日本の心理学者。東京大学名誉教授。元京都ノートルダム女子大学学長。

## 人物・経歴
大阪府生まれ。1965年京都府立大学卒業。1969年京都大学大学院文学研究科中退。名古屋工業大学助手を経て、1976年島根大学助教授。1977年学習院大学助教授。1987年学習院大学教授。1995年東京大学大学院人文社会系研究科教授。1999年東京大学大学院新領域創成科学研究科教授。2003年定年退職、東京大学名誉教授、京都ノートルダム女子大学人間文化学部生涯発達心理学科教授。2005年京都社会福祉協会理事、日本高等教育評価機構評価員、警察庁科学警察研究所外部評価員。2009年京都ノートルダム女子大学学長。2013年任期満了退任。2021年瑞宝中綬章受章。ゼミナールの指導学生に楠見孝京都大学大学院教育学研究科教授など。